# Пронских, Фёдор Ефимович
Фёдор Ефимович Пронских (18 марта 1927, Михайловка, Сибирский край — 30 марта 2007) — российский и советский художник. Основатель и первый директор Детской художественной школы имени Д. И. Каратанова. Член Союза художников России (1990). Заслуженный работник культуры Республики Хакасия (1996).

## Биография
Родился 18 марта 1927 года в селе Михайловка Сибирского края в семье зажиточных крестьян. В 1930 году в селе начался процесс коллективизации, семья Пронских попала под раскулачивание, и переехала в Прокопьевск. В декабре 1944 года Фёдор Пронских был призван на военную службу и направлен во 2-е Ленинградское авиационно-техническое военное училище им. Ленинского комсомола. С 1952 по 1954 годы он проходил срочную службу в Щучине Гродненской области Белорусской ССР.
В 1960 году окончил Витебское художественно-графическое педагогическое училище. В 1962 году переехал в город Абакан, работал учителем рисования в школе № 1. В 1965 году при школе № 20 организовал и в течение 22 лет возглавлял первую детскую художественную школу в городе, ставшей впоследствии Детской художественной школы им. Д. Каратанова. В 1970-е годы художник начал собирать коллекцию произведений живописи и графики, которую в 1998 году передал в дар городу Абакану. 8 апреля 1998 года была учреждена картинная галерея Абакана, и Фёдор Пронских был назначен на должность главного хранителя фондов. С 2017 года картинная галерея носит его имя.
Как художник работал в жанре пейзажа. Первой пейзажной картиной в Хакасии стала его композиция «Вечер в детстве», написанная в 1963 году, где на фоне хакасских гор и перелесков играют вечерние лучи солнца. В основе его творчества всегда лежало непосредственное общение с натурой — пленэрная живопись. В фондах Абаканской картинной галереи хранится 175 картин художника.
В 1996 году Пронских было присвоено звание заслуженный работник культуры Республики Хакасия, а в 2005 году — Почётный гражданин города Абакана.